# Pseudohinnites
Pseudohinnites is een geslacht van tweekleppigen uit de  familie van de Pectinidae (mantelschelpen). 

## Soorten
- Pseudohinnites adamsi (Dall, 1886)
- Pseudohinnites hemiradiatus (de Folin, 1887)
- Pseudohinnites levii Dijkstra, 1989